# Алієв Рафік Азіз-огли
Рафік Азіз огли Алієв (10 лютого 1942, Азербайджанська ССР) — радянський і азербайджанський вчений в області хімії, доктор технічних наук, професор.

## Біографія
У 1948—1958 роках навчався в агдамській середній школі і закінчив її з медаллю. У 1958—1963 роках навчався у Азербайджанському інституті нафти і хімії імені МА. Азизбекова і закінчив інститут на відмінно. У 1964—1967 роках навчався у аспірантурі Інституту виробничих проблем АН СРСР у городі Москві.
Рафік Аліев — професор, член-кореспондент Національної академії наук Азербайджан, завідувач кафедрою «Автоматизація виробничих процесів» Азербайджанської Державної Нафтової Академії, директор програми MBA, директор програми BBA Державного університету штата Джорджія (Атланта, США), президент асоціації «Спадщина Заді і искусственный інтелект».
- 1967 — кандидат технічних наук;
- 1975 — доктор технічних наук;
- 1976 — професор;
- 1989 — член-кореспондент НАНА;
- 1967—1969 — завідувач кафедрою наукового дослідження і проектування Інституту Нафти-Хімії-Автомат;
- 1989—2011 — завідувач відділом Автоматизації Виробничих Процесів;
- З 1998 по нинішній день є директором програми МВА (АГНА, Баку) Державного Університету Джорджия (Атланта, США);
- З 2001 по нінишній день директор програми ВВА (АГНА, Баку) Державного Університету Джорджия (Атланта, США);

## Нагороди
- 1971 — Лауреат премії Ленінського комсомолу Азербайджана у області науки;
- 1983 — Лауреат СРСР по науці і техніці;
- 1992 — Професор Тебризского Університету (Иран);
- 1999 — Професор Державного Університету Джорджия (Атланта, США);
- 2000 — Професор Зигенского університету[en] (Німеччина);
- 2003 — Професор Університету Близького Сходу; (Near East University) Турецької Республіки Північного Кіпру;.

## Короткий огляд наукових заслуг Р.А.Алієва
- Формування інваріантних умов багатовимірних і комбінірованих, детерміністичних, стохастических[ru] (1967), нечітких (1981) систем управління;
- Прийняття рішення у інтелектуальних промислових системах і формування інтеграційних принципів управлінських процесів (1969);
- Використання методів синтезу стохастичних систем перемінними структурами (1976);
- Використання координаційної теорії для багатоетапних розподілених виробничих систем (1980);
- Створення нечіткої логіки AL11, AL12, AL13 (1984—1986);
- Формування адекватных умов нечітких моделей (1984);
- Теорія інтелектуальних робіт нечіткої логіки і використання принципів конструктировання (1986);
- Використання систем експертів нечіткої логіки, включаючи ESPLAN (1987);
- Формування концепцій нечітко розподілених інтелектуальних систем (1988), використання їхніх методів створення (1993);
- Створення многоагентних систем, які мали конкуренцію і кооперацію між агентами з Софт Компютинговою основою (1997);
- Використання методу вивчення нечітких нейронних сітей, заснованих на генетичних алгоритмах (1997);
- Використання нової концепції нечіткого регрессивного аналізу на основі генетичних алгоритмів (1998);
- Речення адаптивных управлінських систем на основі нечіткого хаосу сувмісності (2001);
- Створення новийх способів прогнозування на основі періоду пори (2002);
- Створення теорії обобщенной стійкості. Речення критерій і правил динамичних систем стійкості Заді-Алиева (2003—2007).[2]

Р. А. Алієв відіграє важливу роль в організації науково-дослідницьких робіт в області інформатики і управління в Азербайджані і низці зарубіжних країн. Створивши авторитетну наукову школу в області теорії інформатики і управління, він підготував понад 130 кандидатів наук і 30 докторів наук в Азербайджані, Росії, Німеччині та Ирані. Його студенти достойно продовжують традиції ціє школи не тільки в наукових центрах Азербайджана, але і інших країнах (США, Німеччина, Турция, Росія, Іран і. т. д.).
Починаючи з 1994 року під керуванням Р. А. Алієва, кожні два року проводять такі міжнародні наукові конференції, як «Застосування нечітких систем» у різних Європейських країнах; кожні два року (з 2000) у столиці Узбекистану Ташкенті «Застосування нечітких систем і Софт Компютинг»; кожні два року (з 2000) у місті Анталья (Туреччина) «Прийом рішень у аналізі системи і комп'ютер котрий працює словом у області управління і Софт Комп'ютинг».
Р. А. Алієв є автором понад 70 книг и 350 наукових статей, присвячених інформатиці і управлінню, штучному інтелекту, нечіткій логіці и Софт Комп'ютингу.